# Politecnico di Milano
Politecnico di Milano är en teknisk högskola i Milano som grundades av Francesco Brioschi 1863.

## Alumner
- Mario Almondo
- Mario Bellini
- Giuseppe Belluzzo
- Beatrice Brovia
- Giuseppe Busso
- Joe Colombo
- Gian Paolo Dallara
- Vico Magistretti
- Giulio Natta
- Renzo Piano
- Giò Ponti
- Saul Steinberg
- Marco Zanuso